# Stroudia areatoides
Stroudia areatoides  (лат.) — вид одиночных ос (Eumeninae).

## Распространение
Африка: ЮАР (Loriesfontane, Kliprand, West Cape).

## Описание
Длина осы 7 мм По некоторым признакам напоминает одиночных ос вида Stroudia areata. Взрослые самки охотятся на гусениц для откладывания в них яиц и в которых в будущим появится личинка осы.